# Loni Liebermann
Loni Liebermann (Berchtesgaden, 29 september 1949) is een Duits fotografe.

## Biografie
Lieberman studeerde van 1970 tot 1975 fotografie bij Otto Steinert aan de Folkwang Schule in Frankfurt. Sinds 1998 is zij lid van de Duitse Academie voor Fotografie. Haar werk werd tentoongesteld in verschillende landen waaronder België, Nederland, Polen en Duitsland.
Haar werk is te zien in enkele musea, waaronder het Museum für Kunst und Gewerbe in Hamburg.
Lieberman woont en werkt in Herzogenrath.
- Bibliothèque nationale de France: cb13535187f (data)
- Gemeinsame Normdatei: 119146649
- International Standard Name Identifier: 0000 0000 9880 3928
- Library of Congress Control Number: n95052155
- Nederlandse Thesaurus van Auteursnamen: 203655508
- PIC: 271069
- RKD-Nederlands Instituut voor Kunstgeschiedenis: 268022
- Système universitaire de documentation: 050531441
- Virtual International Authority File: 29693755
- WorldCat: E39PBJhmHvKVMm9xGFkTyRcMfq